# Sukawijaya
Sukawijaya is een bestuurslaag in het regentschap Bekasi van de provincie West-Java, Indonesië. Sukawijaya telt 3947 inwoners (volkstelling 2010).